# アントニオ・ホセ・デ・スクレ
アントニオ・ホセ・デ・スクレ・イ・アルカラ（Antonio José de Sucre y Alcalá, 1795年2月3日 - 1830年6月4日）は、南アメリカの諸国をスペインから独立に導いた軍人、政治家。第2代ボリビア大統領。初代はシモン・ボリバルが名目的な立場のみだったので、事実上の初代大統領であり、またボリバルの部下かつ良き理解者としても知られる。
ベネズエラ東部のクマナで生まれ、スペイン領アメリカの独立戦争の勃発とともに独立派の軍に入り、士官としてベネズエラ東部で戦歴を重ねた。1819年に准将になり、1820年にはスペイン軍とコロンビア（大コロンビア）軍の休戦にあたって戦争規制条約を結んだ。1821年にエクアドルの独立派の救援に赴き、翌年ピチンチャの戦いでこの地のスペイン軍を破った。1823年からはペルーの独立派を援け、1824年にアヤクーチョの戦いで南米独立戦争の最終的な勝利を決した。この戦功で大元帥になった。ボリバルとともにボリビアの建国にあたり、1826年から1828年まで同国の大統領を務めた。1828年に当時コロンビア領だったキトに住み、ペルー軍の侵攻をタルキの戦いで阻止した。1830年にコロンビアの国会議長になったが、同年に暗殺された。

## 生い立ちとベネズエラ東部戦線
1795年、スペイン領ベネズエラ総督領東部、現スクレ州のクマナで生まれた。父はビセンテ・デ・スクレ、母はマリア・マヌエラ・デ・アルカラ。幼くして母をなくした。代々軍人の家系で、子供の頃から軍事教育を受け、要塞建築と砲術の知識を身に付けた。
1811年にスペインに対する独立戦争が起きると、15歳で独立軍に参加した。すぐに中尉になり、フランシスコ・デ・ミランダの下で戦った。ミランダが敗れると、クマナ経由でイギリス領のトリニダード島に逃れた(トリニダードはベネスエラ沖合い12kmの島で、1798年まではベネスエラ総督領の管轄するスペイン領だった)。
1813年にグイリアへの上陸に加わり、翌年サンティアゴ・マリニョの指揮下でボカチカの戦いに参加した。1月に中佐に昇進してボリバルの指揮下で第一次カラボボ会戦、ラプエルタの戦いを経験した。次いでベルムデスの指揮下でウリカの戦いに加わったが、敗れてマルガリータ島に退き、さらに再びイギリス領に逃げた。1815年にベルムデスに従ってカルタヘナに上陸したが、同年中に敗れてハイチに逃れた。ここまでの戦いの中で、王党派はスクレの2人の兄弟を捕らえて銃殺した。
1816年にふたたびグイリアに上陸し、大隊長を経て、マリニョの参謀長になった。しかし、マリニョがシモン・ボリバルに反抗して自らを総司令官に任じたときには、ボリバルを支持してその企図を失敗させた。1817年5月に大佐に昇進し、ベルムデスの参謀長として東部戦線での戦いを続けた。1819年8月に准将になった。

## 戦争規制条約
ここまでスクレは、若年の小部隊長か参謀として大小の困難な戦いを経験してきた。ハイチでボリバルを知ったが、スクレの戦場はたいていの場合ボリバルと異なる戦線にあり、直属の上官は必ずしもボリバルとうまくいっていないマリニョやベルムデスであった。後にボリバルはスクレの兵站の才を認め、1820年に武器の購入の仕事を任せた。やがてボリバルはスクレの将才を軍中随一のものと考えるようになり、手元におかず自分のいない戦線を任せるようになった。
1820年のスペイン軍との休戦交渉では代表として使節団を率いた。この休戦がサンタ・アナ・デ・トルヒリョで取り交わされたとき、両軍は以後の戦争を文明的に行うことを目的に、捕虜と民間人の保護を約する「戦争規制条約」を結んだ。このときまで、ベネズエラとヌエバグラナダで死闘を繰り広げた両軍は、互いに捕虜を銃殺していた。このとき以後、無慈悲な殺戮が続いた「死戦」状態はしだいにおさまっていった。近代の戦時国際法の源流の一つでもあるこの戦争規制条約の起草者は、スクレと目されている。

## エクアドル戦線
ヌエバグラナダを支配したボリバルは議会にヌエバグラナダとベネズエラを合併した新しい国家の創設を要請した。すぐに現在のベネズエラ・コロンビア・パナマ・エクアドルを合わせた地域がコロンビア共和国（大コロンビア）として宣言されたが、エクアドルは依然としてスペインの支配下にあった。
エクアドルのグアヤキルで蜂起した独立派がコロンビアに援兵を求めたとき、ボリバルはベネズエラのカラカス方面への攻勢を計画していた。ボリバルはスクレに小兵力を与えて救援させ、自らは主力をもってカラカスに向けて出発した。コロンビア増援軍司令官の肩書きをもって1821年4月に出発したスクレは、650の兵とともに5月にグアヤキルに到着した。現地の兵力を合わせ、キトに拠点をおくスペイン軍に対抗し、8月19日、二手に分かれて進攻するスペイン軍をヤグアチの戦いで各個撃破した。追撃に転じたが、これは9月12日のアンバトの戦いで頓挫した。もともと数的に劣勢であったスクレは、11月にスペイン軍と休戦して戦線を落ち着かせた。
同年6月にカラボボの戦いでベネズエラの独立を決したボリバルは、1822年にエクアドルへの本格進攻にとりかかった。スクレは南下するボリバル軍に呼応して攻勢に出た。ホセ・デ・サン・マルティンが派遣したアンドレス・サンタクルス揮下の兵力を合わせ、5月にボリバルより一足先にキトの郊外に到着した。スクレは深夜にキトの前面を横切ってピチンチャ火山に陣取り、スペイン軍が期待した援軍の道を遮断した。スペイン軍はやむなく山に向けて攻撃を行い、惨敗した。このピチンチャの戦いの翌日、スクレはアイメリチ総督の降伏を受け入れた。ボリバルはキトに到着すると、6月18日にスクレを少将に昇進させた。スクレは秋から冬にかけて山地に残るスペイン軍を掃討した。

## ペルー戦線
ペルーはサン・マルティンの援けによって独立を果たしたが、その支配は海岸部にとどまっていた。グアヤキル会談の後にサン・マルティンが引退すると、新生ペルーは軍事的劣勢を補うためコロンビアに援兵を求めた。1823年にスクレは先遣隊6000を率いてペルーに向かった。
スクレはまずリマから政府を疎開させ、この方面の防衛体制を整えた。ペルー政府はスクレをペルー軍司令官に任命したが、スクレはペルー政府の内紛を見てその地位を返上し、ペルー南部で作戦中のサンタクルスの救援に向かった。兵力に勝るスペイン軍はサンタクルスを撃破したが、スクレを捕捉することはできなかった。スクレは敗兵を収容しようとしたが、サンタ・クルスの方が合流を望まなかった。10月にこの戦役は独立軍の敗勢に終わった。結果的に、スクレ軍は兵力を失わずリマに帰り、サンタクルス軍は兵力の大部分を失った。それより少し前、9月にはボリバルがペルーに到着し、ペルー軍とコロンビア軍の指揮権をおさめた。
ボリバルはスクレを全軍の司令官に任じたが、ボリバルがいる場所でスクレの実際の役割は参謀長であった。1824年夏にボリバルは連合軍を率いて攻勢をかけた。8月6日にボリバルはフニンの戦いで騎兵戦を行い、大勝を得た。この戦いではスペイン軍が早々に退却してしまい、歩兵を指揮するスクレの出る幕はなかった。

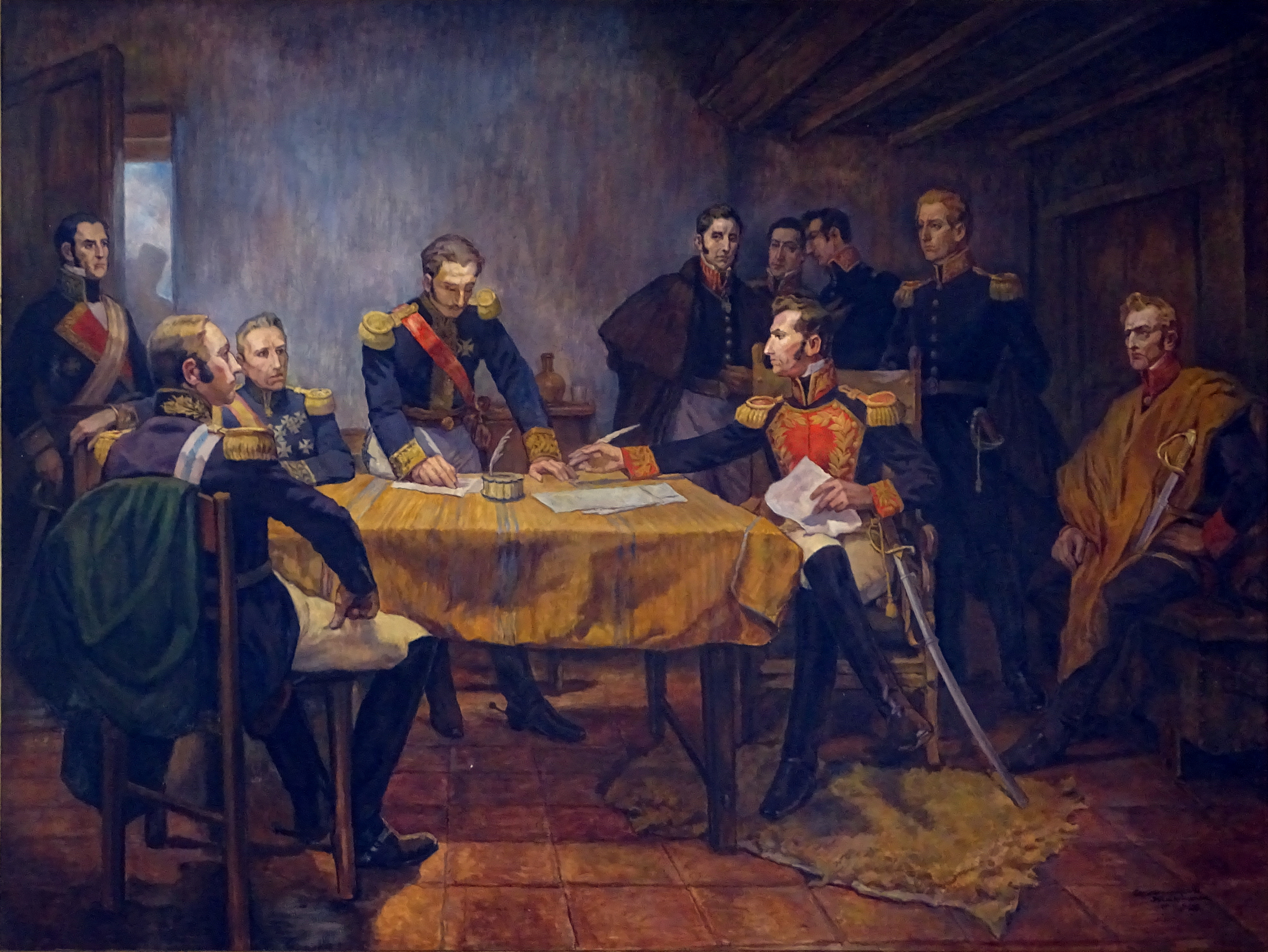
アヤクーチョの戦いの後の降伏調印式
(画) ダニエル・エルナンデス・モリーリョ

ボリバルはこれで戦線が一応安定したと考え、主力をスクレに預けて自らは海岸地方を掃討することにした。しかしこの間、ホセ・デ・ラセルナ副王は、他方面から部隊を呼び寄せて大兵力を結集し、スクレ軍に対して攻勢に出た。スクレは交戦しようとせず、1か月もの間ひたすら退却を続けた。ラセルナはスクレの退路を遮断する進路をとった。その目的は達したが、遠回りで強行軍したため、追撃したスペイン軍の兵力の消耗のほうが大きかった。追い詰められたスクレはアヤクチョの盆地に布陣してスペイン軍を迎えた。12月9日のアヤクーチョの戦いでは、スクレが率いる少数の連合軍が決定的勝利をおさめた。スペイン軍は敵の退路を塞ぐために回り込んだはずだったが、敗れてみるとその機動のせいで自らの退路がなくなっており、副王以下の将兵がみな降伏を余儀なくされた。スペイン領南アメリカ独立はこの一戦をもって最終的に決まった。
ボリバルは12月26日にこの戦功をたたえてスクレを大元帥に任命した。翌年2月12日、ペルー政府がスクレを「アヤクチョ大元帥」に任命した。

## ボリビア大統領
アヤクチョの戦いで南アメリカのスペイン軍は戦争を続ける兵力と指導者を失った。スクレはスペイン王に忠誠を誓う将兵の安全な帰国を保証したが、なおも抗戦する部隊が各地にあった。スクレは高地ペルー（アルト・ペルー）に進んで1825年4月にこの地の王党派の掃討を完了した。独立前の高地ペルーはアルゼンチンの前身であるリオ・デ・ラ・プラタ副王領に属したが、さらに前にはペルーに属していたため、両国が関心を示していた。スクレは2月9日に高地ペルー5県の会議を招集して帰属問題を討議した。1825年8月6日、高地ペルー共和国議会はボリバルの功績をたたえ、新しい国家の名前をボリビア共和国と決定し独立した。ボリバルはラパスに入って臨時大統領になったが、翌年スクレに政務を預けて去った。スクレは1826年にボリビアの初代大統領に選ばれた。
しかしボリビアには余所者の存在を疎ましく思う現地政治家がおり、特にアンドレス・サンタクルスはその筆頭格だった。ボリビア併合を望むペルーの政治家がこれと結びついてスクレを非難した。1827年にペルー軍が国境に兵力を集結させると、スクレもこれに対応して守りを固めた。軍事的緊張の中でチュキサカ（現在のスクレ）に駐屯していた兵士が4月18日に反乱を起こした。反乱はすぐに鎮圧されたが、スクレは頭と腕に傷を負った。20日に、スクレはキトで知りあったマリア・カルセレンと結婚した。マリアはずっとキトにおり、書面を介した結婚であった。
アヤクチョの戦い以後、スクレはずっと帰郷することを望んでいたが、ボリバルに慰留されて政治に携わっていた。スクレは不人気の中で大統領職に留まることを望まず、1828年に辞任してボリビアを去った。

## 大コロンビアとスクレの死

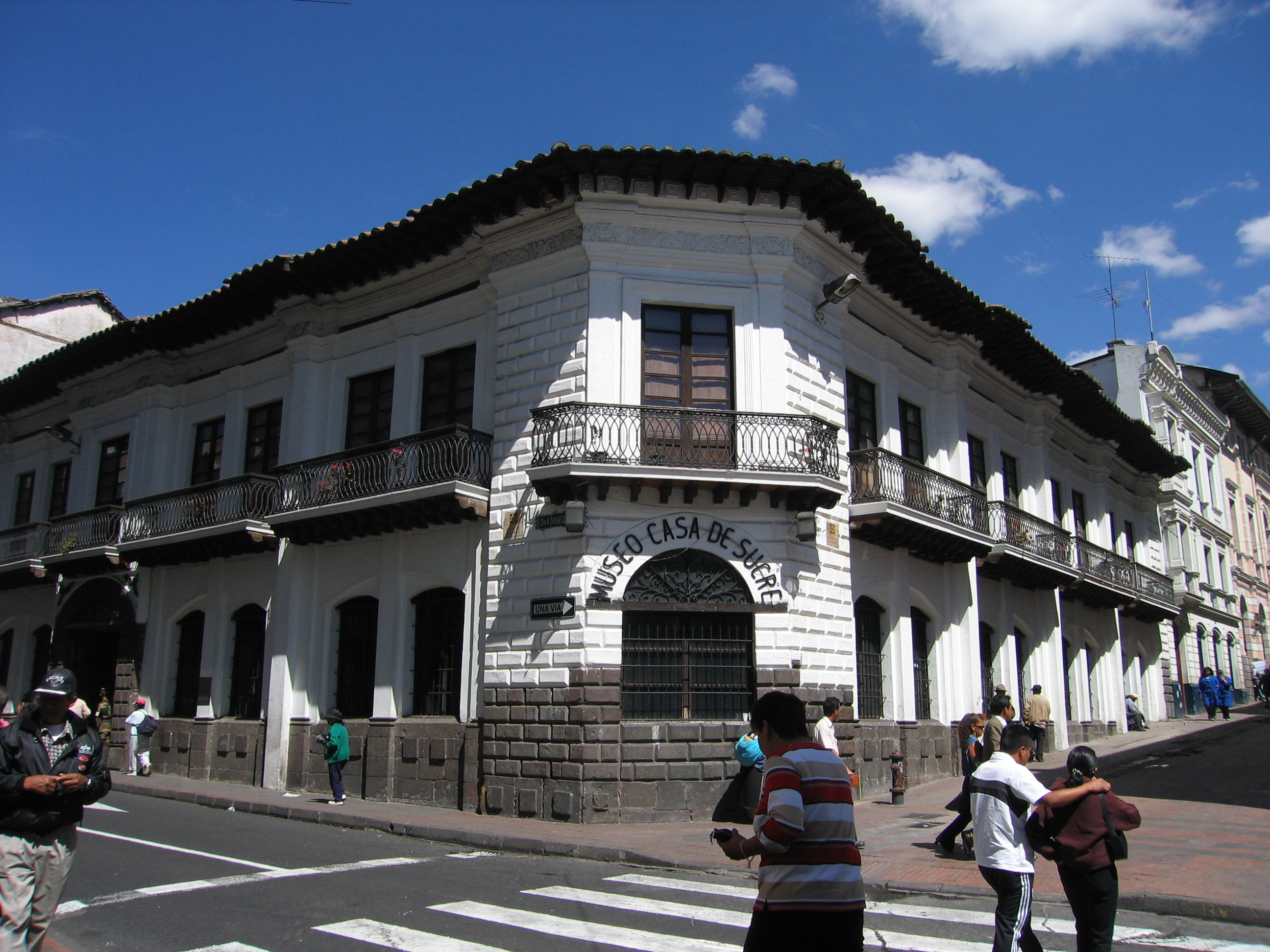
キトにあるスクレの住んでいた家。現在は博物館となっている

スクレは妻が待つキトに向かい、その地に居を構え、妻の財産に頼って暮らすことにした。政治的には一貫してボリバルに味方したが、ボリバルの独裁化を好まず、自身の政治関与にも消極的だった。ボリバルはスクレを自身の後継者に指名しようと考えていたが、スクレはこの任を拒んだ。
しかし1828年にペルーがエクアドルの領有をねらって軍を集結させたため、再びコロンビア陸軍の指揮をとった。総司令官のラマルをはじめとするペルー軍の指揮官の多くは、独立戦争でスクレの部下として戦った者たちであった。倍近い兵力で侵攻したペルー軍は、1829年2月27日のタルキの戦いでスクレに敗れて壊滅した。
7月10日に娘のテレサが生まれた。スクレは故郷のクマナで国会議員に選ばれたため、妻子を残して11月に首都ボゴタに向けて発った。1830年1月20日に発足した議会で、スクレは国会議長になった。このとき既にベネズエラはホセ・アントニオ・パエスの下で分離の動きを明らかにしていた。スクレはパエスを説得するためカラカスに向かったが、パエスは会談を拒んでスクレを国境の町ククタで足止めした。スクレはあきらめてボゴタに戻り、ボリバル後の新大統領就任を見届けてから帰郷の旅についた。
その旅の途中、1830年6月4日に、スクレの一行は森の中で待ち伏せた複数の暗殺者に狙撃された。スクレは頭に弾を受けて即死した。
犯人は不明だったが、現場付近を管轄としていた軍人政治家のホセ・マリア・オバンドが関与を疑われた。オバンドはペルーに逃亡したがすぐに復帰し、1831年から1832年と1853年から1854年の2度にわたってヌエバグラナダの大統領を務めた。オバンドは、自分は無実で、当時エクアドルの分離を画策していたフアン・ホセ・フローレス（エクアドルの初代大統領）が真犯人だと主張した。1842年に下手人が判明し、アポリナル・モリリョらが逮捕され、処刑された。モリリョはオバンドの指示によると供述したが、裁判所はその証言を採用しなかった。
スクレの名前はボリビアの首都スクレとなり、生地クマナのある地域もスクレ州になった。またエクアドルの旧通貨の単位もスクレであった。1994年から1998年まで発行されていたベネズエラの旧2000ボリバル紙幣に肖像が使用されていた。
ベネズエラのボリバル宇宙活動庁は、2017年10月9日に小型地球観測衛星アントニオ・ホセ・デ・スクレ（VRSS-2）を中華人民共和国の協力で打ち上げている。